# Prostorno, Razgrad
Prostorno (în bulgară Просторно) este un sat în comuna Razgrad, regiunea Razgrad,  Bulgaria. 

## Demografie
Componența etnică a satului Prostorno
     Bulgari (69,14%)
     Romi (5,14%)
     Nicio identificare (25,71%)
     Altele (0%)
La recensământul din 2011, populația satului Prostorno era de 175 locuitori. Din punct de vedere etnic, majoritatea locuitorilor (69,14%) erau bulgari, cu o minoritate de romi (5,14%). Pentru 25,71% din locuitori nu este cunoscută apartenența etnică.